# Onwetendheid

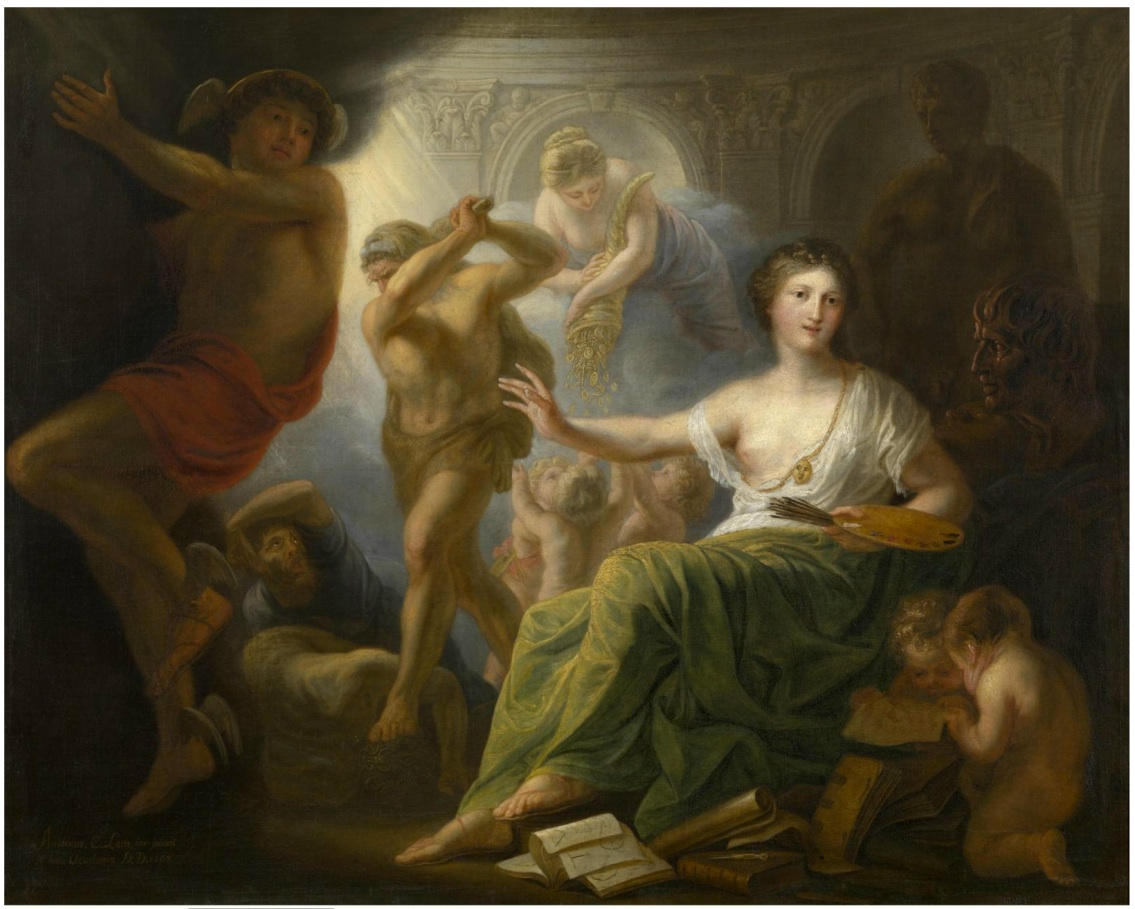
Hercules beschermt de muze van Schone Kunsten tegen Nijd en Onwetendheid op een schilderij van Andries Cornelis Lens.

Onwetendheid of ignorantie is de toestand van afwezigheid van alle of bepaalde kennis bij een persoon. Onwetendheid is het resultaat van de beperkingen van ons verstand of van de onduidelijkheid van de zaak zelf. Het wijst meer bepaald op een afwijking tussen de werkelijkheid en de perceptie van deze realiteit. Onwetendheid kan als naïviteit c.q. onbezoedeldheid positief of, als gebrek aan (noodzakelijke) geestelijke bagage, negatief worden gewaardeerd.
René Descartes toonde dat hij op grond van radicale twijfel moest concluderen dat het bestaan van alles ontkend kan worden, behalve zijn eigen bestaan, en men dus in beginsel onwetend is over alle externe zijnden. Deze conclusie vatte hij samen in zijn fameuze uitspraak: Dubito, ergo cogito, ergo sum.
Benedictus de Spinoza beschouwt onwetendheid (in zijn Ethica, Deel 3) als de oorzaak van het lijden (patere). Het Boeddhisme beschouwt onwetendheid (Avijja) samen met verlangen (Tanha) als oorzaak van het lijden (Dukkha).
In de economische wetenschap legt men vaak een verband tussen onwetendheid (zeker niet weten) en onzekerheid (niet zeker weten). Wanneer de kosten van het verwerven van kennis over een onderwerp het mogelijke voordeel dat deze kennis oplevert overschrijdt is er sprake van rationele onwetendheid.
Een persoon die van een bepaald onderwerp niets weet, wordt met betrekking tot dat onderwerp een onwetende genoemd. Als iemand iets weet, dan gelooft hij of zij het noodzakelijkerwijs ook.

## Voetnoten
1. ↑  H. Rijken Van Olst en J. Pen (1956). Onzekerheid en de beschrijving daarvan door middel van het begrip „potential surprise”. DE ECONOMIST, Volume 104, Number 1, 198-205, DOI: 10.1007/BF02205662.